# Niepoczołowice
Niepoczołowice (dodatkowa nazwa w kaszub. Niepòczołowice) – wieś kaszubska w Polsce położona w województwie pomorskim, w powiecie wejherowskim, w gminie Linia.
Wieś leży na obrzeżu Kaszubskiego Parku Krajobrazowego na trasie dawnej linii kolejowej z Kartuz do Lęborka. 
Prefiks nazwy Niepoczołowice sugeruje, iż ta pochodzi od imienia Niepoczoł. Kolejne nazwy: Niepoczolowitz, Niepotzlowitz, Niepoczlowice, Niepoczólowitz, Niepoczlowitz (1850), Wahlendorf (1873). 
Wieś jest siedzibą sołectwa Niepoczołowice, w którego skład wchodzi również miejscowość Niepoczołowice-Folwark. Miejscowość jest połączona nową drogą powiatową (nr 1431G) z Kamienicą Królewską stanowiąc jedyne połączenie szosą asfaltową obszaru gmin Linia i Sierakowice. W kierunku południowym znajduje się jezioro Folwarczne, zaś północnym jezioro Trepczykowo. 
Wieś szlachecka położona była w II połowie XVI wieku w powiecie mirachowskim województwa pomorskiego. W latach 1975–1998 miejscowość administracyjnie należała do województwa gdańskiego.
W miejscowości, jako jedna z 13 figur szlaku turystycznego „Poczuj kaszubskiego ducha" współfinansowanego ze środków unijnych znajduje  się rzeźba wykonana przez Jana Redźko na podstawie opracowania "Bogowie i duchy naszych przodków. Przyczynek do kaszubskiej mitologii" Aleksandra Labudy, przedstawiająca kaszubskiego demona zwanego Nëczk.

## Części wsi
| SIMC    | Nazwa                  | Rodzaj    |
| ------- | ---------------------- | --------- |
| 0165592 | Niepoczołowice-Folwark | część wsi |

## Historia
Pierwsza wzmianka o Niepoczołowicach pochodzi z 1368. Konrad Zollner, komtur gdański poświadcza w dokumencie, że wdowa po Pietraszu za zgodą syna sprzedała swoją wieś "Niepoczołowitz" Nepuczalowi, Jarogniewowi, Michałowi, Piotrowi, Marcinowi i Mikołajowi. Prawdopodobnie byli oni członkami rodziny szlacheckiej Niepoczołowskich, którzy posługiwali się przydomkami: Domarus, Golijan, Kos, Niemirowicz, Pola, Pirch i Witek.
Ludzie w okolicach Niepoczołowic osiedlali się już w czasach prehistorycznych. Świadczą o tym wykopaliska z okresu brązu. Jedna z popielnic z grobu skrzynkowego odkrytego w Niepoczołowicach stanowi ozdobę ekspozycji w Muzeum Archeologicznym w Gdańsku.
M.in. z tej miejscowości swoje korzenie wywodzi Erich von dem Bach-Zelewski.